# Oscar Passos
Oscar Passos (* 31. Januar 1902 in Porto Alegre, Rio Grande do Sul; † 6. Dezember 1994 in Rio de Janeiro) war ein brasilianischer Politiker.

## Leben
Oscar Passos besuchte die Grundschule und das Gymnasium Ginásio Anchieta in Porto Alegre und absolvierte anschließend eine Offiziersausbildung an der Escola Militar in Realengo, einer Vorstadt von Rio de Janeiro. Er war Offizier und wurde am 21. August 1941 als Nachfolger von Epaminondas de Oliveira Martins Gouverneur des Bundesterritoriums Acre. Diesen Posten hatte er bis zum 25. Oktober 1942 inne und wurde daraufhin von Luís Silvestre Gomes Coelho abgelöst. Im Anschluss war er zwischen 1942 und 1943 Präsident der Banco da Borracha.
Am 16. März 1951 wurde Passos für die Brasilianische Arbeiterpartei PTB (Partido Trabalhista Brasileiro) Mitglied der Abgeordnetenkammer (Câmara dos Deputados) und gehörte dieser zunächst bis 1952 an. 1955 wurde er abermals Mitglied der Abgeordnetenkammer und vertrat in dieser nach seiner Wiederwahl 1958 bis 1963 wieder das Bundesterritorium Acre, das 1962 zum Bundesstaat wurde. 1963 wurde er als Vertreter des Bundesstaates Acre Mitglied des Bundessenats (Senado Federal) und gehörte diesem bis 1971 an. 1966 wurde er zudem Präsident der neu gegründeten Demokratischen Bewegung Brasiliens MDB (Movimento Democrático Brasileiro) und hatte diese Funktion bis 1970 inne.